# Galen-Anastomose

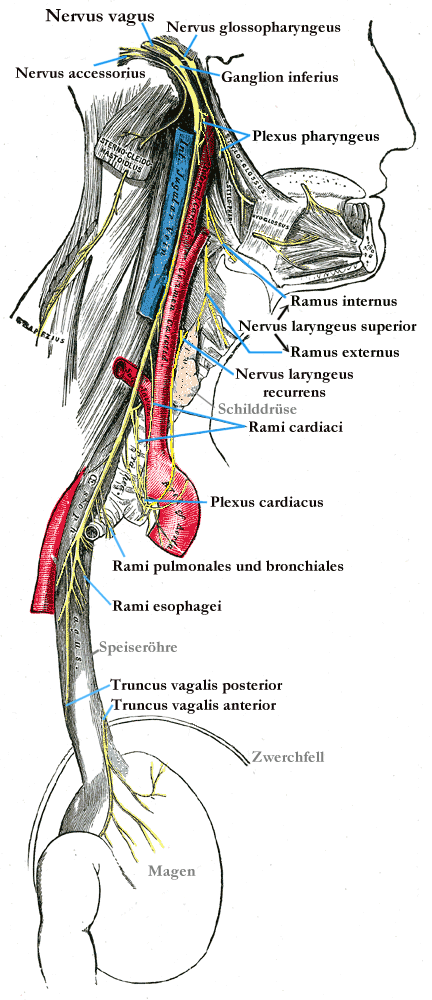
Vagusgruppe

Die Galen-Anastomose (auch: Galen'sche Anastomose, Ansa Galeni oder Ramus communicans nervi laryngealis superioris cum nervo laryngeali recurrenti) ist eine Nerven-Anastomose aus den Nerven Nervus laryngeus superior und dem Nervus laryngeus recurrens. Beide Äste stammen aus Nervus vagus und treffen sich auf Höhe des Kehlkopfes (Larynx) im Kehlkopf-Inneren.